# Lethal Point – Zwei gnadenlose Profis
Lethal Point – Zwei gnadenlose Profis ist eine Action-Filmkomödie von Regisseur Sidney J. Furie, gedreht im Jahr 1996 in den USA und in Kanada.

## Handlung
Diane Norwood ist eine FBI-Agentin, die meint, ihre Kollegen würden sie nicht ernst genug nehmen. Max Parrish arbeitet für die DEA.
Als Mafiaorganisationen aus Italien, China und Russland eine Zusammenarbeit starten und eine milliardenschwere Transaktion planen, werden Norwood und Parrish auf den Fall angesetzt. Zuerst behindern sie sich gegenseitig, dann arbeiten sie zusammen. Norwood und Parrish erhalten von Garrett Lawton, einem Profikiller, das Angebot der Unterstützung gegen Geld.

## Kritiken
Jeanne Chappé lobte Thomas Ian Griffith, Tia Carrere und ganz besonders Donald Sutherland.